# 쯔관구

쯔관 구의 위치

쯔관구(한국어: 자관구, 중국어: 梓官區, 병음: Zǐguān Qū)는 중화민국 가오슝시의 구이다. 넓이는 11.5967km2이고, 인구는 2015년 8월 기준으로 36,458명이다.

## 지리
쯔관 구는 가오슝시 서부 연해에 위치하고 북쪽은 미퉈 구와, 동쪽은 차오터우 구와, 동북쪽은 강산 구와, 남쪽은 난쯔 구와 각각 접하며 서쪽은 타이완 해협에 접하고 있다. 연해의 평원 지대에 위치해 지세는 평탄하다. 열대 몬순 기후에 속해 연평균 기온은 23~25°C, 연 강수량은 1,500mm이다.

## 역사
쯔관 구의 지명 유래에는 2가지 설이 있다. 하나은 정성공이 대만으로 옮겨간 후 복건성 장주의 부호 왕재(王梓)가 인솔해 이주한 왕(王), 정(鄭), 채(蔡), 구(欧), 소(蘇) 성의 사람들이 왕재를 '재관'이라고 존칭 했던 것에서 유래한다는 것이고 다른 설로는 梓는 '목수'을 의미하고 옛날 이곳에 조선업이 발달해 배를 만드는 목수를 '관'이라고 존칭한 것과 관련해 이곳에 선공(船工)의 대부분 모여 있던 것에서 '재관'이라고 명명되었다는 것이다. 일본 통치 시대 초기에는 이곳에 시칸 구(梓官区)가 설치되었지만 1910년에 미다 장(彌陀庄)으로 편입되었고 1920년의 타이완 지방제 개편 대 다카오 주 오카야마 군의 관할이 되었다. 2차 대전 후에는 가오슝 현 미퉈 향의 일부였지만 1951년 4월에 가오슝 현 쯔관 향으로서 분할되어 현재에 이르고 있다.

## 같이 보기
- 가오슝시